# Спінова густина
Спінова густина (рос. спиновая плотность, англ. spin density) — електронна густина неспареного електрона в певному центрі, наприклад, на С в карбонцентрованих радикалах.
Вимірюється методом електронного парамагнітного резонансу за константами надтонкого розщеплення для певного атома. Визначається як різниця густин електронних хмарок електронів з α−спінами та β−спінами в певній точці системи з відкритими оболонками.
Для замкнених оболонок спінова густина є рівною нулеві в кожній точці простору.